# William Gargan
William Gargan (17 de julio de 1905 - 17 de febrero de 1979) fue un actor radiofónico, cinematográfico y televisivo estadounidense.

## Biografía
Su nombre completo era William Dennis Gargan, y nació en el barrio de Brooklyn, en la ciudad de Nueva York. Su hermano mayor fue el también actor Edward Gargan.
Tras finalizar sus estudios, Gargan trabajó como vendedor de whisky de contrabando a locales speakeasy de Nueva York, formando parte más delante de una agencia de detectives. Mientras visitaba a su hermano en un teatro musical, le ofrecieron un trabajo teatral, que aceptó, empezando su carrera teatral actuando en la obra Aloma of the South Seas.
Gargan hizo papeles como actor de carácter en muchas producciones rodadas en Hollywood, con personajes como policías, sacerdotes, reporteros, aventureros y estereotipados irlandeses. Entre sus personajes figuran el detective Ellery Queen, al que interpretó dos veces, aunque se hizo más conocido por ser el Detective Martin Kane en la serie radiotelevisiva de 1949-51 Martin Kane, Private Eye. También fue un detective privado en el show radiofónico de la NBC Barrie Craig, Confidential Investigator, emitido entre 1951 y 1955.
La carrera de Gargan llegó a su fin en 1958 al enfermar a causa de un cáncer de laringe, siendo necesaria la extirpación de la misma. Hablando con una voz artificial, Gargan se hizo activista y portavoz de la American Cancer Society, advirtiendo en muchas ocasiones sobre los peligros del tabaquismo.
William Gargan falleció a causa de un ataque cardiaco en 1979 mientras viajaba en avión desde Nueva York a San Diego (California). Tenía 73 años de edad. Fue enterrado en el Cementerio Holy Cross de San Diego.

## Selección de su filmografía
| - Lucky Boy (1929) - Follow the Leader (1930) - His Woman (1931) - Partners (1931) - El reino animal (1932) - The Sport Parade (1932) - Lluvia (1932) - Misleading Lady (Una mujer caprichosa) (1932) - Headline Shooter (1933) - Aggie Appleby Maker of Men (1933) - Night Flight (1933) - Emergency Call (1933) - The Story of Temple Drake (Secuestro) (1933) - Sweepings (Honrarás a tu padre) (1933) - Lucky Devils (1933) - Strictly Dynamite (1934) - British Agent (El agente británico) (1934) - The Lineup (1934) - Four Frightened People (1934) - Black Fury (El infierno negro) (1935) - Broadway Gondolier (El gondolero de Broadway) (1935) | - Don't Bet on Blondes (1935) - Navy Born (1936) - Wings Over Honolulu (La escuadrilla del Pacífico) (1937) - Sólo se vive una vez (1937) - The Crowd Roars (El gong de la victoria) (1938) - The Devil's Party (1938) - The Housekeeper's Daughter (Locos sueltos) (1939) - Star Dust (1940) - Isle of Destiny (1940) - They Knew What They Wanted (1940) Nominado al Oscar al mejor actor de reparto - Cheers for Miss Bishop (Dueña de su destino) (1941) - Keep 'Em Flying (1941) - The Mayor of 44th Street (1942) - Miss Annie Rooney (1942) - Swing Fever (1943) - Midnight Manhunt (1945) - Las campanas de Santa María (1945) - Behind Green Lights (1946) - Swell Guy (1946) - Till the End of Time (1946) |

## Premios y distinciones
Premios Óscar
| Año  | Categoría              | Película              | Resultado |
| ---- | ---------------------- | --------------------- | --------- |
| 1941 | Mejor actor de reparto | Sabían lo que querían | Nominado  |